# Vito Crimi
Vito Crimi (ur. 26 kwietnia 1972 w Palermo) – włoski polityk, senator, podsekretarz stanu i wiceminister we włoskim rządzie, w latach 2020–2021 p.o. lidera Ruchu Pięciu Gwiazd.

## Życiorys
Podjął studia matematyczne na Università degli Studi di Palermo, których nie ukończył. Później osiedlił się w Brescii, pracował jako urzędnik sądowy. Od 2007 związany z inicjatywami, które organizował Beppe Grillo. W 2010 był kandydatem Ruchu Pięciu Gwiazd na prezydenta Lombarii.
W wyborach w 2013 został wybrany w skład Senatu XVII kadencji. W 2018 z powodzeniem ubiegał się o reelekcję do izby wyższej włoskiego parlamentu. Od czerwca 2018 do września 2019 był podsekretarzem stanu przy prezydium rządu. We wrześniu 2019 powołany na podsekretarza stanu w ministerstwie spraw wewnętrznych. W styczniu 2020, po rezygnacji złożonej przez Luigiego Di Maio, objął czasowo obowiązki lidera M5S. We wrześniu 2020 awansowany na wiceministra spraw wewnętrznych; funkcję tę pełnił do lutego 2021. Partią tymczasowo kierował natomiast do sierpnia 2021.